# 周晋峰
周晋峰（1962年5月—），男，汉族，北京人，中华人民共和国政治人物，中国民主建国会会员，第九届、第十届、第十一届全国政协委员，全国政协提案委委员，中华职业教育社副理事长，北京中西公司董事长，全国工商联第七、八、九届常委，第十届执委，中国科技会堂专家委员会专家、教授。中国生物多样性保护与绿色发展基金会副理事长兼秘书长。

## 生平
1962年5月生于北京。1984年毕业于北京大学化学系。同年考取北大研究生。因成绩优异。一年后成为北大第一位直读博士。1986年至1988年，作为中美联合培养的博士。在美国普渡大学深造。因其卓越的学术才能和丰硕的学术成果，被联合国确认为少数极有发展前途的青年科学家之一。担任北京市商会副会长，北京市政协常委。中国光彩事业推动委员会发起人、常委。
1994年4月22日，周晋峰在全国工商联7届2次常委会上，发言倡导光彩事业，并成立《全国光彩事业联络处》推动落实倡议。2008年，当选第十一届全国政协委员，代表经济界，分入第三十七组。并担任提案委员会专委。。2009年8月，中华职业教育社第十次全国代表大会召开，他出任中华职业教育社第十届理事会副理事长。

### 呼吁停建六里屯垃圾焚烧厂
周晋峰为光彩事业作出的巨大贡献之一是他在2007年的全国人民代表大会会议和中国人民政治协商会议上提交提案，呼吁建议北京停建海淀区六里屯垃圾焚烧厂，另选位置。2005年底，有关单位宣布计划在北京六里屯垃圾填埋场南侧投资约10亿元新建一座垃圾焚烧发电厂。消息传出后，垃圾填埋场周边社区居民向周晋峰委员反映情况，周晋峰委员于2007年2月28日专程到海淀区六里屯地区进行现场调研，走访当地居民，实地考察六里屯垃圾填埋场。他注意到垃圾填埋场的污水沟正在排放黑色污水液体，可能会对地下水造成一定的污染。他来到附近居民的家中，试着开一下窗，窗户还没有完全打开，一股刺鼻的恶臭气味就马上扑面而来。居民们反映垃圾场的恶臭每天都对他们的生活和工作造成影响，垃圾焚烧还会引发二恶英对环境的污染。
现场考察后，周晋峰很快在两会上提交了《关于停建海淀区六里屯垃圾焚烧厂的提案》。他在这份提案中指出，北京海淀区北部地区将成为国家科技创新示范基地、科技成果转化和孵化基地，在此建立焚烧厂将大大破坏海淀区的经济发展。垃圾焚烧会产生具有高致癌性和致畸性的二恶英化学污染。京密引水渠位于六里屯垃圾焚烧厂项目南侧，京密引水渠可能会遭到严重的污染。提案指出政府决策应充分尊重民意。周晋峰委员在提案办理过程中指出，科学论证过程要科学，专家评估的方式和程序必须公开、透明。如果是涉及众多老百姓切身利益的决策，在决策过程中也应充分尊重老百姓的意愿，进行更多的科学论证，让各方面都参与到决策当中，只有行政程序的科学、民主，才能形成正确的决策，才能使社会更加和谐。
据北京京华时报报导，原定的六里屯垃圾焚烧项目最终放弃，调整到现在周边人烟稀少的海淀和门头沟交界处，依据山区废弃的矿场进行垃圾处理。 